# Chiesa di San Giovanni Battista (Monte Isola)
La chiesa di San Giovanni Battista è la parrocchiale di Carzano, frazione del comune sparso di Monte Isola, in provincia e diocesi di Brescia; fa parte della zona pastorale del Sebino.

## Storia
Già nei secoli XV e XVI esisteva a Carzano una primitiva chiesetta intitolata a san Giovanni Battista e dipendente dalla pieve di Sale Marasino; nel 1580 l'arcivescovo di Milano Carlo Borromeo, durante la sua visita apostolica, rilevò che essa era già parrocchiale.

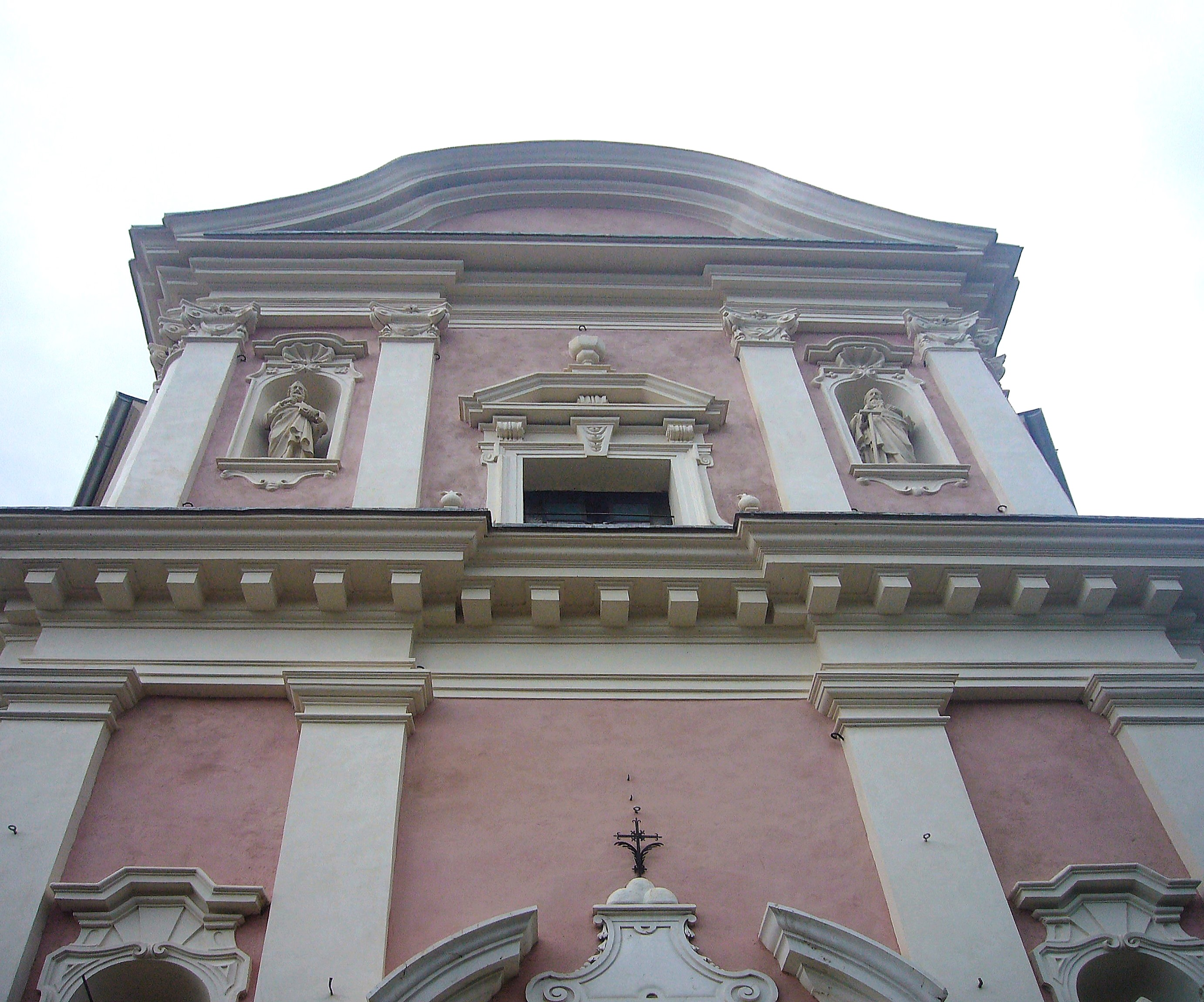
Parte della facciata

Nel Seicento il luogo di culto fu interessato da alcuni lavori di restauro: sempre in quel secolo venne realizzato il portale d'ingresso.
La chiesa venne riedificata nella seconda metà del XVIII secolo, mantenendo però il portale del precedente edificio; quando, nel 1809, il vescovo Gabrio Maria Nava la visitò, i lavori non dovevano essere terminati da molti decenni, visto che il presule la definì nuova.
Nel 1936 la chiesa fu elevata a rettoriale, per poi venir eretta a parrocchiale il 31 dicembre 1945.
Nella seconda metà degli anni sessanta si procedette all'esecuzione dell'adeguamento liturgico secondo le usanze postconciliari mediante l'aggiunta dell'altare rivolto verso l'assemblea; alcuni anni dopo, nel 1976, la torre campanaria fu oggetto di un restauro.

## Descrizione

### Esterno

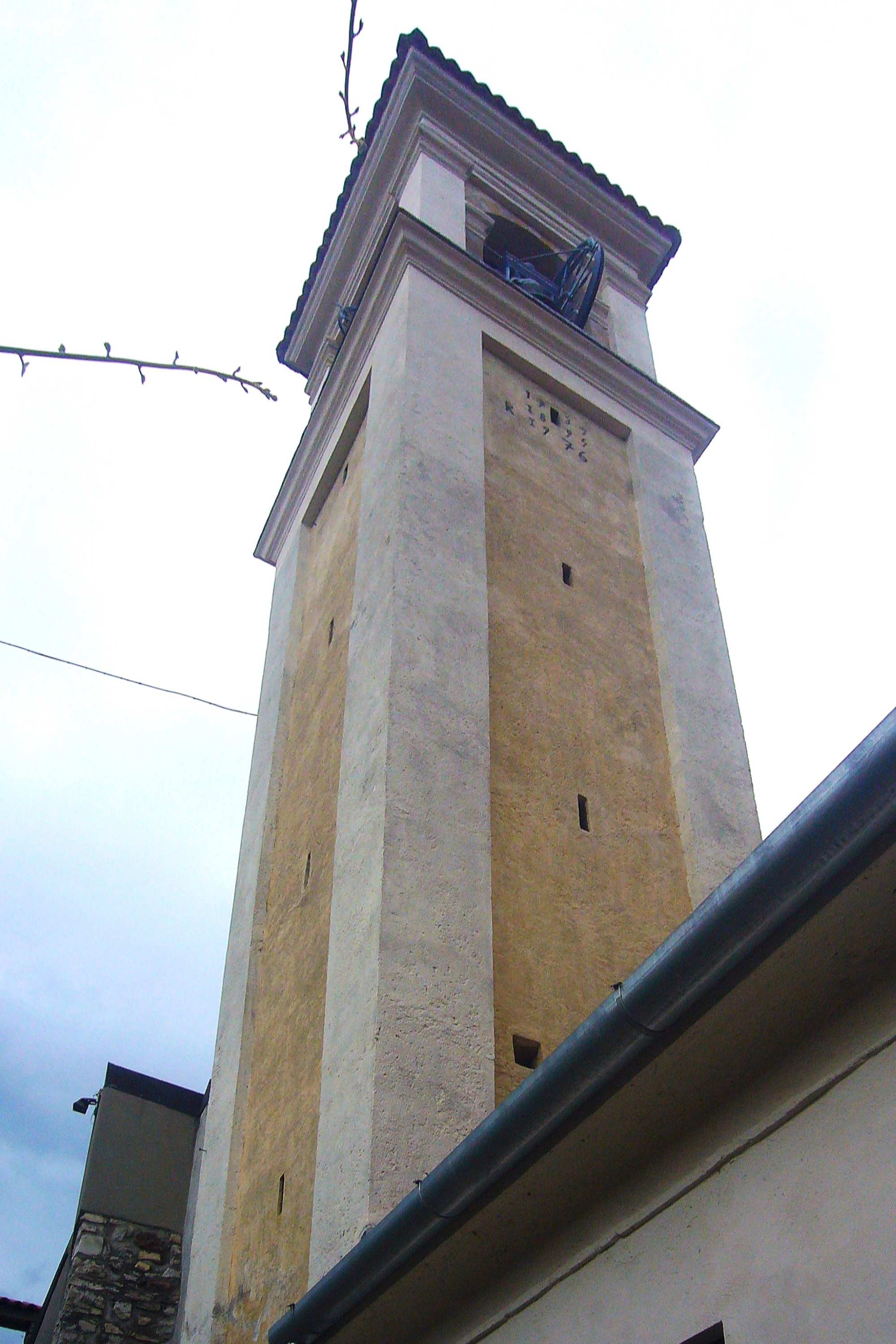
Il campanile

La facciata a capanna della chiesa, rivolta a nordest, è suddivisa da una cornice marcapiano in due registri, entrambi scanditi da quattro lesene; quello inferiore, d'ordine tuscanico, presenta al centro il portale d'ingresso, affiancato da due nicchie ospitanti le statue dei Santi Giovanni Battista e Ambrogio, mentre quello superiore, in stile composito, è caratterizzato da un finestrone e da due nicchie con le statue dei Santi Pietro e Paolo e coronato dal timpano curvilineo.
Annesso alla parrocchiale è il campanile a base quadrata, costruito nel 1734; la cella presenta su ogni lato una monofora a tutto sesto ed è coperto dal tetto a quattro falde.

### Interno
L'interno dell'edificio, a pianta centrale, si compone di un'unica navata, sulla quale si affacciano le nicchie e le cappelle laterali introdotte da archi a tutto sesto e le cui pareti sono scandite da lesene sorreggenti la trabeazione modanata e aggettante sopra la quale si imposta la volta; al termine dell'aula si sviluppa il presbiterio, rialzato di due gradini, ospitante l'altare maggiore e chiuso dalla parete di fondo piatta.
Qui sono conservate diverse opere di pregio, tra le quali i dipinti raffiguranti la Sacra Famiglia e Santa Teresa del Bambin Gesù, eseguiti da Mario Pescatori nel 1942, a pala con soggetto la Nascita di Giovanni Battista, attribuita a Domenico Voltolini, l'affresco settecentesco che rappresenta la Visitazione di Maria a Elisabetta, attribuibile a Bernardino Bono, l'organo, costruito nel 1842 dai fratelli bergamaschi Bossi, e gli affreschi tardo settecenteschi ritraenti il Battesimo di Gesù, Giuditta che uccide Oloferne, Gedeone all'assalto dei Madianiti, il Sacrificio di Isacco e la Morte di Sisara.